# Bouvesse-Quirieu
Bouvesse-Quirieu este o comună în departamentul Isère din sud-estul Franței. În 2009 avea o populație de 1.390 de locuitori.

## Evoluția populației
| An        | 1975  | 1982  | 1990 | 1999 | 2006  | 2009  |
| --------- | ----- | ----- | ---- | ---- | ----- | ----- |
| Populație | 1.038 | 1.067 | 998  | 970  | 1.262 | 1.390 |